# Мацегора Григорій Прокопович
Григорій Прокопович Мацего́ра (8 вересня 1934, Олійники — 26 січня 2024) — український живописець і скульптор; член Запорізького обласного товариства художників з 1961 року, Спілки радянських художників України з 1970 року, Спілки майстрів народного мистецтва України з 1990 року та Всеукраїнського товариства «Просвіта» імені Тараса Шевченка з 1990 року. Заслужений діяч мистецтв України з 1994 року, кавалер ордена «За заслуги» III ступеня (2009).

## Біографія
Народився 8 вересня 1934 року в селі Олійниках (нині Мотузівка, Берестинський район Харківської області, Україна) у селянській сім'ї. 1956 року закінчив Харківське художнє училище, де навчався у Миколи Сліпченка, Ігоря Стаханова.
У 1957 році працював учителем малювання та креслення в середній школі смт Гути Богодухівського району Харківської області. Протягом 1958—1961 років очолював студію образотворчого мистецтва Дніпровського титано-магнієвого заводу. У 1961—1962 роках працював у Запорізькому товаристві художників; у 1962—1974 роках — на Запорізькому художньо-виробничому комбінаті, одночасно у 1972—1975 роках обіймав посаду відповідального секретаря Запорізької організації Спілки радянських художників України. 1982 року очолював творчу групу художників, які виконали серію робіт, присвячених 50-річному ювілею від дня заснування запорізького заводу Дніпроспецсталь.
1990 року став співзасновником Запорізького осередку Спілки майстрів народного мистецтва України і очолював його до 2004 року. Мешкав у Запоріжжі в будинку на вулиці Чумаченка, № 12, квартира № 76 та у будинку на вулиці Університетської, № 80, квартира № 26. Помер 26 січня 2024 року.

## Творчість
Працював у галузях станкового живопису (створював жанрові картини, пейзажі, ню) та монументальної скульптури. Серед робіт:
живопис
- «Миколка» (1963);
- «Мотря» (1964);
- «Катерина» (1964);
- «Мати» (1966; 1988);
- «Дід Харитон» (1967);
- «Хата діда Єгора» (1968);
- «Моя бабуся» (1968);
- «Дочка Таня» (1971);
- серія «Мої земляки» (1971);
- «Київська лавра» (1975);
- «Осінь на Хортиці» (1975);
- «Весна в селі» (1977);
- «Слобожанське село» (1977);
- «Весна» (1978; 1995; 1998);
- «Галя» (1978);
- «Село Седнів. Козацька церква» (1978);
- «Покинута хата» (1978);
- «Стара хата в селі Седнів на Чернігівщині» (1978);
- «На печі» (1978);
- «Дівчина з Чернігівщини» (1978);
- «У долині» (1980);
- «Дніпровський пейзаж» (1980);
- «Сонячний день» (1980);
- «Пам'ять про батька» (1988);
- «На Слобожанщині» (1988);
- «Світ мого дитинства» (1990);
- «Додому з хлібом» (1994);
- «Оптиміст» (1994);
- «Баба Палажка та рудий кіт» (1994);
- «Проводжала мати сина» (1994);
- «Вечірня пісня» (1994);
- «Стоїть гора високая» (1994);
- «Вечірня тиша» (1995);
- «Пам'ять про старе село» (1998);
- «Сільські новини» (1998);
- «Травень над Хоролом» (1999);
- «Вечірній пейзаж» (1999);
- «Дніпро вечірній» (2001);
- «Сім'я фронтовика» (2002);
- «Острів Хортиця» (2002);
- «Ровесники» (2003);
- «Осінні барви» (2004);
- «Зимовий ранок» (2005);
- «Безпритульні» (2005);
- «До кума» (2005);
- «Приїжджайте частіше додому» (2005);
- «Гонта» (2005);
- «Сон» (2011);
- «Комбайнер» (2012);
- «Зима на Чернігівщині» (2012);
- «Майдан» (2014);

скульптура
- скульптурні композиції у Запоріжжі — «Запорозькі козаки» (1970-ті), «Козацькі гармати» (1972, ресторан «Січ»), «Козаки на човні» (1974, річковий вокзал), «Запорожці» (2006, острів Хортиця);
- рельєф «Земля — космос» (Запорізьке поштове відділення № 95);
- контррельєф «Танок» (1995, Палац культури у Запоріжжі);
- рельєф меморіалу Братські могили (1985, Сахновщина).

Редактор та упорядник мистецьких альбомів «Художники Запоріжжя» (1975) та «Народне мистецтво Запоріжжя» (2001). 
Був постійним учасником обласних, республіканських, всесоюзних і зарубіжних виставок з 1962 року; провів понад два десятки персональних виставок, зокрема у Києві у 1965, 1995, 2002, 2008 роках, Запоріжжі у 1970, 1977, 1984, 1994 роках, Сахновщині у 1972 році, Тернополі, Львові, Харкові у 2002 році. У 1995 та 2008 роках видано альбоми «Григорій Мацегора».
Роботи художника зберігаються у Запорізькому, Тернопільському, Харківському художніх музеях, Національному художньому музеї України у Києві, Вишгородському історичному музеї, Національному музеї у Львові, Музеї української громади імені Тараса Шевченка у Торонто.